# L'home del zodíac
L'home del zodíac és un conjunt de xilografies provinent de la impremta Carreras que es conserva actualment al Museu d'Art de Girona, provinents del fons de la Diputació de Girona.

## Descripció
Es tracta d'un conjunt de matrius de fusta provinents del fons de la Impremta Carreras, que es conserva al Museu d'Art de Girona. Es van fer servir per a il·lustrar llibres de temàtica científica molt famosos en el seu moment, els llunaris. Les matrius conservades als museus van ser utilitzades en una edició gironina d'un tractat anomenat El Non Plus Ultra del Lunario, y pronóstico perpetuo, escrit per Gerónimo Cortès, un savi valencià. Aquest tipus de llibres són testimoni d'una època on les creences esotèriques estaven molt esteses entre les classes populars.

## Història
Les xilografies es consideren actualment una font d'informació valuosa per estudiar quins eren els llibres de capçalera dels ciutadans del passat. Joan Amades fou un pioner català en l'estudi xilogràfic.
Un dels llibres pseudocientífics més famós a la zona de Girona fou El Non Plus Ultra del Lunario, y pronóstico perpetuo publicat el 1594 per Gerónimo Cortès. Diversos autors van anar modificant el seu contingut amb els anys i tornant-ho a publicar. Es tracta d'un dels compendis de ciència popular més coneguts de l'època, que va estar present a moltes cases fins al segle xix aproximadament.
Moltes impremtes incloïen en els seus catàlegs l'edició d'aquest llibre, i per això no és gens estrany que la seva difusió arribés fins a la ciutat de Girona. Al Museu d'Art es conserven dues sèries diferents de matrius de fusta: una elaborada amb més perfecció tècnica i detallisme que l'altra, fet que fa pensar almenys en l'existència de dues edicions diferents, una més antiga i l'altra més nova, per part de les impremtes gironines.
El leitmotiv principal del contingut especulatiu d'aquest tractat és l'estudi del moviment dels astres i les influències
sobre els humans i la natura. Els temes que engloba són diversos: des de la comprensió i estudi del pas del temps fins a l'elecció dels dies apropiats per a realitzar purgues, passant per la durada de certes malalties, la força dels planetes sobre les collites i la manera de situar les festes en el calendari litúrgic cristià. La creença que existien una sèrie de correspondències
entre l'home i el cosmos prové de temps remots. A partir de la Grècia clàssica es va potenciar la doctrina de l'estudi dels astres. Dins els vincles que associaven el microcosmos i el macrocosmos, el cos humà era vist com una petita rèplica de l'Univers i, a la vegada, aquest era considerat com un tot unitari.
La utilització més habitual de la figura de l'home astral o del zodíac ja té el seu origen des de l'edat mitjana en els llibres d'hores i tractats medicinals. En diversos tractats científics com l'Epílogo en medicina y cirurgía de Juan de Burgos (1495), els esquemes dels astres i la seva influència sobre els diversos òrgans del cos humà són molt recurrents.
La melotesia, el fet d'atribuir cada part de l'anatomia humana a un planeta diferent i conseqüentment a un signe de l'horòscop, era un recurs molt utilitzat per a mostrar les equivalències entre l'activitat celestial i la terrenal. L'astrologia ocupava un paper clau dins de les pràctiques curatives populars, aquest fet va propiciar que ciutadans comuns, sense necessitat de ser persones educades en el món de la medicina, tinguessin accés a aquests tipus d'informació i la posessin en pràctica.